# Jungle Fight 72
Jungle Fight 72: Baldutti vs. Bondesan ou Jungle Comunidade 3 é um evento de artes marciais mistas promovido pelo Jungle Fight, ocorreu em 9 de agosto de 2014 no Ginásio do Pelezão em São Paulo, São Paulo, Brasil.

## Background
Esta será a terceira edição do Jungle Comunidade, movimento este que visa a integração do MMA nas favelas e comunidades no Brasil.
A luta principal ficou a cargo da disputa do Cinturão Peso Pesado do Jungle Fight entre William Baldutti e Fábio Bondesan. 
Durante a pesagem, Baldutti marcou 16 Kg a mais que Bondesan. 

## Card Oficial
^ a: Pelo Cinturão Peso Pesado do Jungle Fight.